# Philippe Barot
Pour les articles homonymes, voir Barot.
Philippe Barot est un footballeur né le 18 mai 1949 à Dinard (Bretagne).

## Biographie
Philippe Barot a joué au FC Nantes entre 1969 et 1972, comme stoppeur ou arrière latéral (1,74 m, 70 kg), évoluant en Division 1 et en Coupe de l'UEFA (contre Tottenham). 
Mis à part un passage à Angers en division 1 en 1974-75, il évoluera ensuite dans les divisions inférieures, à Poitiers et Montferrand (où il signe en novembre 1975 après un essai sans suite au FC Tours).
Philippe Barot était défini comme un joueur puissant et dynamique, avec une aisance technique et un tempérament généreux.

## Carrière
- 1969-1971:  FC Nantes B
- 1969-1972:  FC Nantes (10 matches et 1 but en Ligue 1)
- 1972-1974:  Stade poitevin PEP (Ligue 2)
- 1974-1975:  Angers SCO (10 matches en Ligue 1)
- 1975-1977:  AS Monferrand
- 1979-1980:  Stade poitevin PEP[1]

## Palmarès
- 1 match de Coupe d'Europe de l'UEFA en 1971-72.
- Champion de Division d'Honneur de la Ligue atlantique de football en 1970.